# Yunnanilus longibarbatus
Yunnanilus longibarbatus är en fiskart som beskrevs av Gan, Chen och Yang 2007. Yunnanilus longibarbatus ingår i släktet Yunnanilus och familjen grönlingsfiskar. Inga underarter finns listade i Catalogue of Life.